# Marracuene
Marracuene – miasto na Mozambiku, w prowincji Maputo.